# ویکتور برژنی
ویکتور برژنی (انگلیسی: Viktor Berezhniy؛ زادهٔ ۲۰ فوریهٔ ۱۹۶۱) ورزشکار بسکتبال اهل اوکراین است.
وی در مسابقات کشوری و بین‌المللی در مجموع برندهٔ ۱ مدال طلا، ۱ مدال برنز شده‌است.